# Дложевский, Сергей Степанович
Серге́й Степа́нович Дложе́вский (22 сентября 1889 или 22 сентября [4 октября] 1889, Каменец-Подольский — 23 октября 1930, Одесса) — русский и советский украинский педагог, филолог, археолог.

## Биография
Родился 22 сентября (4 октября) 1889 года в Каменце-Подольском, где его отец Степан Сергеевич Дложевский работал преподавателем в мужском духовном училище.
В 1906 году с золотой медалью окончил Каменец-Подольскую гимназию и в 1907 году поступил на историко-филологический факультет киевского университета Св. Владимира.
На четвёртом курсе поехал в Германию, где в течение двух триместров учился в Лейпцигском университете. В 1911 году, вернувшись в Киевский университет, сдал государственные экзамены и получил диплом 1-й степени. Для подготовки к профессорскому званию ему была назначена стипендия, на которую он вновь отправился в Германию. В течение шести триместров слушал на философском факультете Лейпцигского университета лекции по языковедению и классической филологии, участвовал в семинарах профессоров Бругмана, Бете, Гейнце, Мартини, Зюсса. В апреле 1914 года сдал в Киеве экзамены на степень магистра классической филологии и вновь возвратился в Лейпциг, где пробыл всего три месяца, так как началась Первая мировая война.
В течение 1914—1917 годов был приват-доцентом Киевского университета. В 1918 году участвовал в формировании Таврического университета в Ялте и один триместр, в 1918 году преподавал в нём. В 1919 году вместе с женой Клавдией Константиновной переехал в Одессу, где был избран приват-доцентом Новороссийского университета.
С апреля 1920 года был директором Одесского историко-археологического музея. По его предложению и ходатайству в июле 1921 года был открыт Одесский археологический институт, который позже был преобразован в Музейно-Архивно-Библиотечное отделение факультета Политпросвета Одесского института Народного образования (ОИНО), просуществовавшее до 1923 года; в этой организации Дложевский был проректором и профессором. С 1925 года был деканом факультета социального воспитания ОИНО. Пытался возродить Одесское общество истории и древностей.
В 1928 году стал действительным членом Всеукраинского археологического комитета УАН; был главой археологической секции Одесской комиссии краеведения при Всеукраинской академии наук (ВУАН) заведующим музейным отделом Одесского губернского отдела политпросвета, в 1926—1930 годах — краевым инспектором по охране памятников материалиальной культуры и природы Народного комиссара.
В 1925—1928 годах преподавал в Каменец-Подольском институте народного образования (ныне Каменец-Подольский национальный университет). С 1925 года был членом Каменец-Подольского научного общества.
Скончался 23 октября 1930 года от рака желудка.